# Rock, Paper, Scissors
Rock, Paper, Scissors is de elfde aflevering van het zevende seizoen van de televisieserie ER, die voor het eerst werd uitgezonden op 11 januari 2001.

## Verhaal
Dr. Kovac behandelt een bisschop die gevallen is, hij vraagt zich af of dr. Kovac nog geloof heeft. Dr. Kovac is zijn geloof kwijt geraakt nadat zijn gezin is omgekomen in de Kroatische Onafhankelijkheidsoorlog.
Lockhart zet dr. Carter onder druk om de waarheid te vertellen aan dr. Weaver, over het feit dat hij laatst op het punt stond om bijna vicodin in te nemen. Later deelt zij aan hem mee dat zij niet langer zijn sponsor kan zijn bij de A.A..
Dr. Benton heeft het eindelijk voor elkaar gekregen dat Kynesha bij een pleeggezin onder gebracht kan worden. Hij komt er snel achter dat zij hier niet blij mee is als zijn huis later vernield wordt door haar.
Dr. Corday krijgt te horen dat de rechtszaak tegen haar voorbij is door een regeling tussen het ziekenhuis en de patiënt. Later bezoekt de patiënt dr. Corday in het ziekenhuis en dit veroorzaakt dat zij in paniek raakt bij een andere patiënt.
Dr. Weaver wil graag de vriendschap tussen haar en dr. Legaspi behouden, maar dr. Legaspi wil meer dan alleen vriendschap.
Dr. Carter heeft een vrouw onder behandeling die een bolletjesslikker blijkt te zijn.

## Rolverdeling

### Hoofdrollen
- Anthony Edwards - Dr. Mark Greene
- Noah Wyle - Dr. John Carter
- Laura Innes - Dr. Kerry Weaver
- Alex Kingston - Dr. Elizabeth Corday
- Paul McCrane - Dr. Robert Romano
- Goran Višnjić - Dr. Luka Kovac
- Michael Michele - Dr. Cleo Finch
- Erik Palladino - Dr. Dave Malucci
- Ming-Na - Dr. Jing-Mei Chen
- Eriq La Salle - Dr. Peter Benton
- David Brisbin - Dr. Alexander Babcock
- Elizabeth Mitchell - Dr. Kim Legaspi
- Maura Tierney - verpleegster Abby Lockhart
- Yvette Freeman - verpleegster Haleh Adams
- Conni Marie Brazelton - verpleegster Connie Oligario
- Gedde Watanabe - verpleger Yosh Takata
- Pamela Sinha - verpleegster Amira
- Dinah Lenney - verpleegster Shirley
- Lyn Alicia Henderson - ambulancemedewerker Pamela Olbes
- Michelle Bonilla - ambulancemedewerker Christine Harms
- Emily Wagner - ambulancemedewerker Doris Pickman
- Demetrius Navarro - Morales
- Erica Gimpel - Adele Newman

### Gastrollen (selectie)
- Alan Dale - Al Patterson
- Toy Connor - Kynesha
- Wendy Gazelle - Julie Hembree
- Michaela Gallo - Amy Hembree
- Anna Getty - Anne
- John Lacy - Kevin Poole
- Steven M. Porter - Mr. Pularski
- Matt Craven - Gordon Price
- James Cromwell - bisschop Stewart
- Marcelo Tubert - pastoor Joe Galloway